# Schaf-Haarkugelpilz
Der Schaf-Haarkugelpilz (Lasiosphaeria ovina) ist eine Pilzart aus der Familie der Lasiosphaeriaceae.

## Merkmale

### Makroskopische Merkmale
Der Schaf-Haarkugelpilz bildet als Fruchtkörper kugelige, einzelstehende 0,5 bis 1 mm große  Perithecien aus, die weißfilzig behaart sind. Die sich oben befindende schwarze Mündung (Osteolum) steht etwas vor. Alte Exemplare können durch den abgetragenen Haarfilz schwarz sein. Die Konsistenz ist hart und fest. Der weißhaarige Filz macht die Art innerhalb der Gattung trotz der Kleinheit leicht kenntlich, da alle übrigen Arten unbehaart und daher schwarz sind.

### Mikroskopische Merkmale
Die hyalin bis gelblich gefärbten Sporen sind zylindrisch und wurmartig gekrümmt oder an einem Ende nur etwas abgewinkelt. Sie sind glatt, oft unseptiert und 26 bis 54 × 3,5 bis 5 μm groß. Die Asci sind zylindrisch-keulig gestielt und 160 bis 200 × 15 bis 22 μm groß. Die Paraphysen sind haarförmig und septiert.

## Ökologie und Verbreitung
Der Schaf-Haarkugelpilz lebt saprobisch auf morschem Laubholz. Er erscheint vor allem im Frühjahr und ist nicht selten.
Er kommt in Europa von England bis Russland vor während sich in Nordamerika das Verbreitungsgebiet von Kanada bis nach Costa Rica erstreckt. Weiters findet man die Art auch auf den Philippen.
Der Schaf-Haarkugelpilz wird manchmal von Krieglsteinera lasiosphaeriae parasitiert.